# Sometimes I’m Happy
Sometimes I’m Happy (Sometimes I’m Blue) ist ein Lied, das von Irving Caesar (sowie zunächst Clifford Grey) getextet und von Vincent Youmans komponiert und erstmals 1925 veröffentlicht wurde.

## Geschichte des Songs
Youmans schrieb den Song zunächst in schnellerem Tempo für einen anderen Text, nämlich für Come On and Pet Me von William Carey Duncan und Oscar Hammerstein II. Dieser Song wurde 1923 in der Show Mary Jane McCane vorgestellt, aber aus dem Programm genommen, bevor die Show nach New York City kam.
Mit dem Text von Caesar und Grey wurde der Song als Sometimes I’m Happy in der kurzlebigen Show A Night Out präsentiert, die am 7. September 1925 im Garrick Theater in Philadelphia Premiere hatte, aber dort nur zwei Wochen lief. Mit einem kürzeren Schluss neu veröffentlicht (nun ohne Ko-Autor Grey) wurde der Song 1927 in dem Musical Hit the Deck ab dem 28. März 1927 im Chestnut Street Opera House in Philadelphia vorgestellt. Nach dem großen Erfolg des Stücks und des Songs wurde Hit the Deck! ab dem 25. April 1927 in New York City aufgeführt und erlebte am Broadway 352 Vorstellungen. Gesungen wurde Sometimes I’m Happy von Charles King und Louise Groody, die ihn auch für Victor Records aufnahmen (#20609).
In dem Liedtext des Refrains trägt ein Sänger vor, dass er „manchmal glücklich“ (sometimes happy) und „manchmal traurig“ (sometimes blue) ist, was von dem Mädchen abhänge, das er liebe. Im Liedtext heißt es dann:
„manchmal liebe ich dich“
„manchmal hasse ich dich“
„aber wenn ich dich hasse“
„ist es, weil ich dich liebe.“

## Andere frühe Aufnahmen
Nach dem Erfolg des Titels in der Originalversion von King und Groody, der in den amerikanischen Charts 1927 auf Platz 9 kam, sowie von Roger Wolfe Kahn (mit dem Gesang von Franklyn Baur, Victor #20599), der Platz 7 erreichte, entstanden weitere Aufnahmen, eine Duett-Version von Baur und Gladys Rice (Columbia Records 998-D) und eine Coverversion von Vaughn De Leath (Brunswick Records #3608), die in den Vereinigten Staaten erfolgreich waren.

## Weitere Coverversionen
Bereits im Jahre 1927 wurde der Song u. a. von The Six Hottentots (einer Studioband um Red Nichols, Miff Mole und Jimmy Dorsey), Noble Sissle, in den folgenden Jahren auch von Red Nichols und in Europa von Jean Wiener/Clement Doucret eingespielt.
In den folgenden Jahren wurde Sometimes I'm Happy zu einem Jazzstandard; die Aufnahme von Benny Goodman (1935, in einem Arrangement von Fletcher Henderson) kam in den amerikanischen Charts auf Platz 12 und Sammy Kaye (1938) auf Platz 18. Der Song wurde auch 1930 und 1955 in den Filmversionen des Musicals  Hit the Deck dargeboten, 1955 von Jane Powell und Vic Damone. Das Musikmagazin Variety nahm Sometimes I'm Happy in seine Listen Hit Parade of a Half-Century und  Golden 100 Tin Pan Alley Songs auf. Der Diskograf Tom Lord listet insgesamt 437 (Stand 2015) Coverversionen, darunter Interpretationen von Carmen McRae, Jill Corey, King Pleasure, Bud Powell, Oscar Peterson, Jimmy Smith oder auch Sun Ra.